# Учебно-тренировочный центр Паюлахти

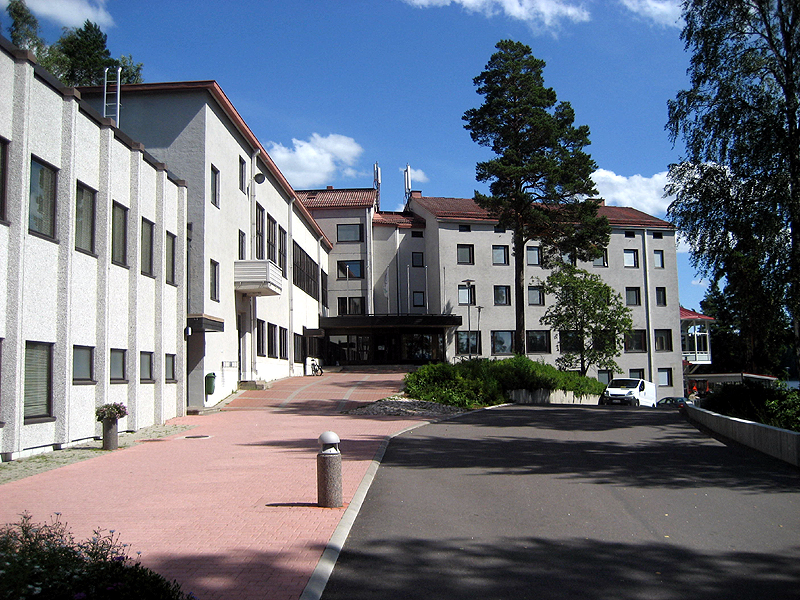
Учебно-тренировочный центр Паюлахти.

Учебно-тренировочный центр Паюлахти (фин. Liikuntakeskus Pajulahti) — государственный многопрофильный спортивный центр, был основан в городе Настола, Южная Финляндия, в июне 1929 года. Основные направления деятельности: профессиональное образование, спортивно-тренировочная деятельность, проведение спортивных мероприятий для спортсменов профессионалов и любителей, образовательные и реабилитационные услуги для инвалидов.
Институт спорта Паюлахти обучает около 350 студентов в год. В список известных выпускников Института спорта Паюлахти входят: Войтто Хелльстен, Кюёсти Лехтонен, Паули Невала, Юкка Юлипулли, Jani Suominen, Soini Nikkinen, Wilson Kirwa и Kimmo Kinnunen.
Паюлахти географически расположен на берегу озера Исо-Кукканен, в 20 км от Лахти и примерно в 120 км от столицы Финляндии, Хельсинки. Территория спорткомплекса составляет 100 га.

## История Паюлахти

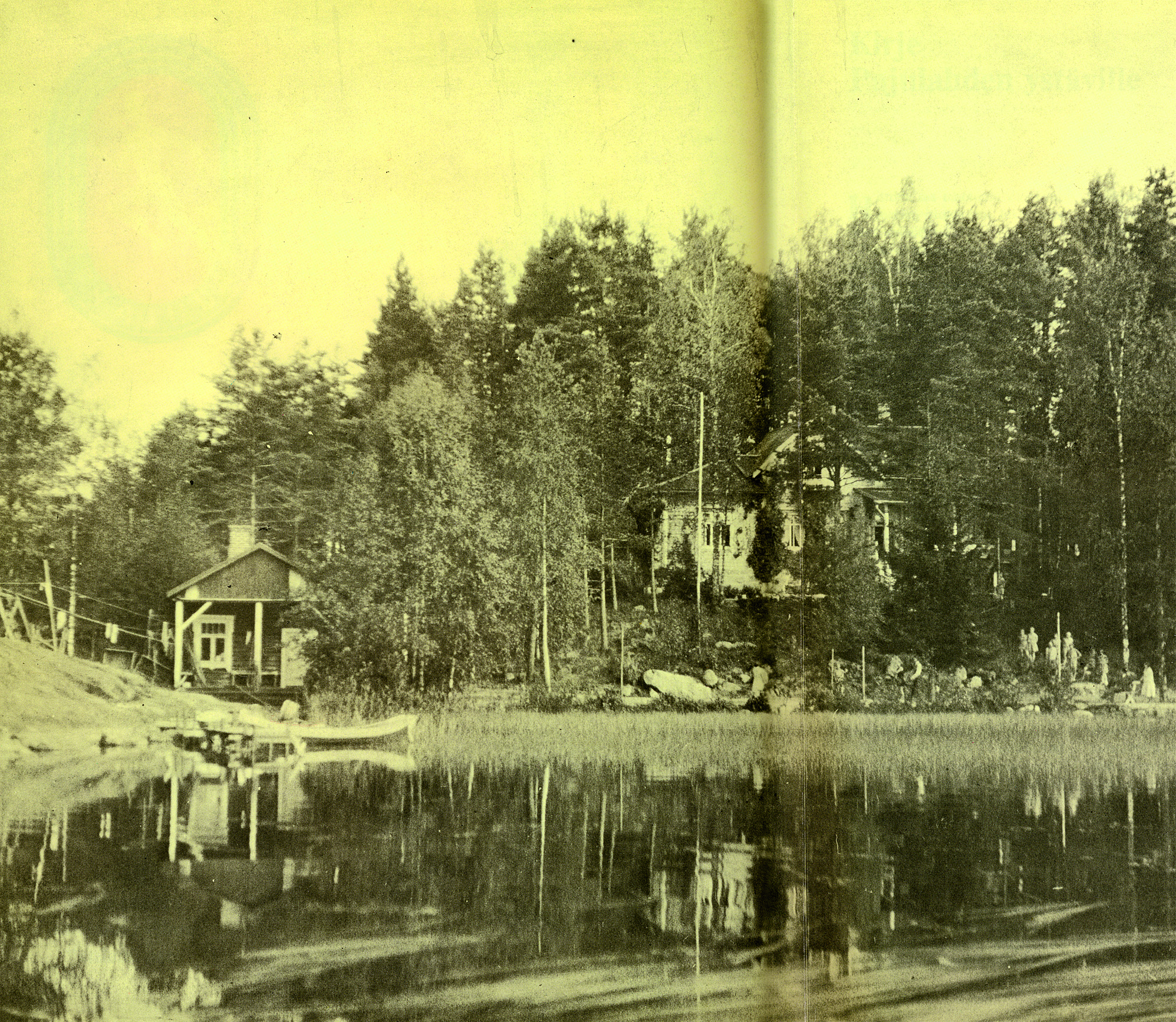
Основание Паюлахти, 1929 г.

### Основание спортивного института 1929—1951 гг.
Происхождение спортивного института восходит к началу 20-х годов XX ст., когда женская гимнастическая секция Рабочего спортивного союза Финляндии, основанная в 1919 году, высказала идею об основании собственного спортивного центра. Средства для проекта были собраны в течение 1920-х годов, но его постройка была отложена до весны 1929, когда союз принял позитивное решение об основании спортивного центра. Для этих целей, соответственно, был куплен участок в Настола, который уже имел главное здание и сауну.

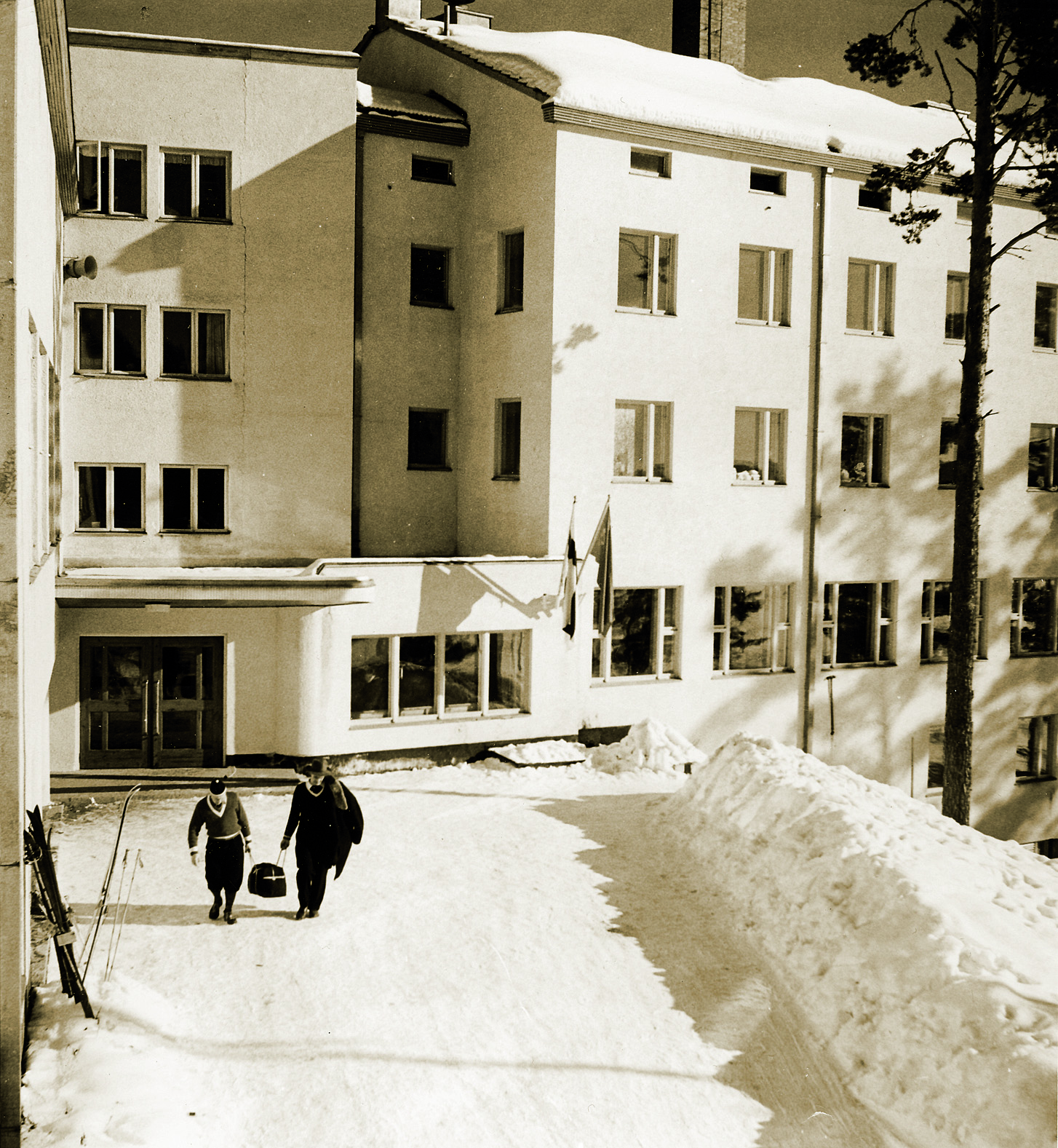
Строительство нового жилого комплекса, центр начинает работать круглый год.

По началу, Паюлахти работал только летом. Он стал центром обучения для руководителей женских спортивных секций и групп, а также работал как рекреационный центр. Проблемой в первые годы существования было недостаточное финансирование, внутренних средств не хватало.
И тем не менее, центр построил свой собственный гимнастический зал в 1937 году, а ранее был открыт плавательный бассейн.
Около 10 лет Паюлахти служил исключительно в качестве женского спортивного центра, но после открытия гимнастического зала, там открыли и курсы для мужчин.

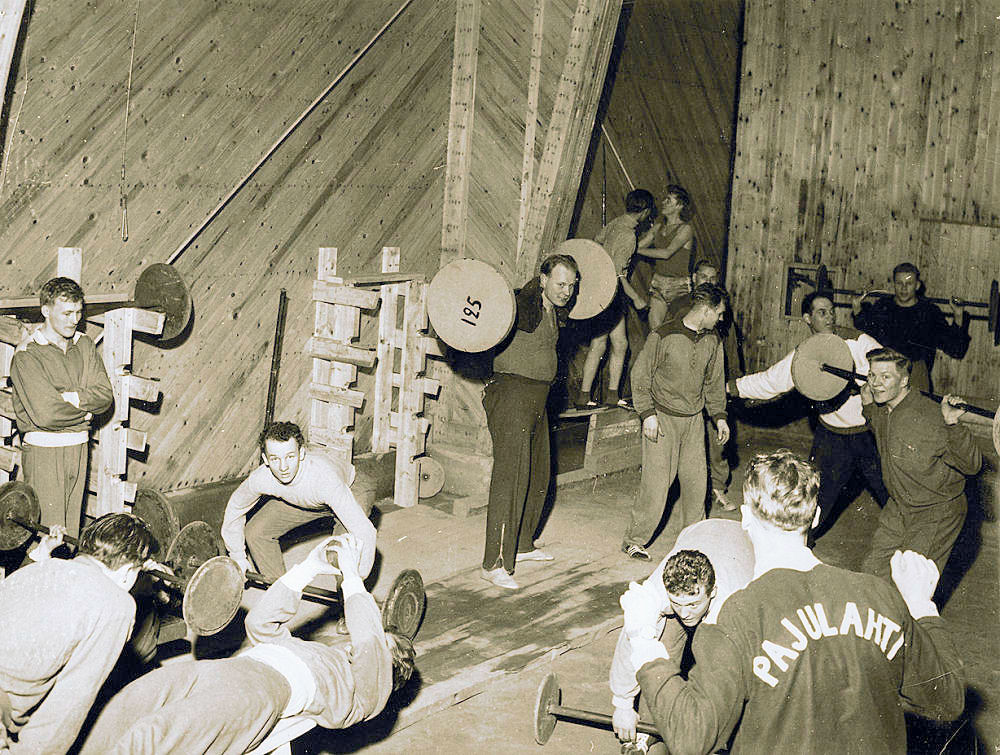
Спортивный зал Никула.

Деятельность Рабочего спортивного союза Финляндии активизировалась после Второй мировой войны. Союз начал масштабный проект по сбору средств, с целью строительства нового спортивного института. Сбор средств имел успех, но вместо нового института было, наконец, принято решение расширить существующие объекты в Паюлахти. Новое здание института было завершено к 1949 году.

### Развитие центра −1951-1962 гг.
Паюлахти начал обучение и тренировку спортивных инструкторов, получив государственное финансирование.
В 1952 году Рабочий спортивный союз Финляндии приняла решение отделить Паюлахти в самостоятельную единицу. Земли и здания были переданы Фонду спортивного института, которому они принадлежат и сейчас.
1950-е годы были периодом ремонта и стройки, с целью расширения. В 1950 и 1951 годах были построены новые жилые комплексы для работников института, студенческое общежитие и новая спортивная площадка.

### Паюлахти 1970—1996 гг.
Следующий период активного роста спортивного центра имел место в 1970-х годах, когда Паюлахти получил новое главное здание с залами для игр с мячом и подготовительный бассейн для плавания. А также были построены дополнительные жилые корпуса. В конце 1980-х годов основное здание было расширено, появился крытый теннисный центр и новый жилой блок для студентов. В начале 1990-х годов спортивные площадки были устланы искусственным покрытием.
А в 1989 году Министерство образования определило четыре спортивных вуза, которые были назначены национальными тренировочными центрами. Паюлахти вошёл в этот список.

### Учебно-тренировочный центр Паюлахти 1996 — наше время
Самые большие изменения произошли в начале 1990-х годов, Паюлахти получил статус независимой организации. После изменений в налоговом законодательстве Финляндии. Фонд спортивного института, который финансировал гранты на спортивное образование, решил избежать ситуации, в которой он будет вовлечен в налогооблагаемые хозяйственные операции. В сотрудничестве с Министерством образования, Паюлахти был сформирован в компанию с ограниченной ответственностью, Valtakunnallinnen valmennus и liikuntakeskus Oy в 1996 году.

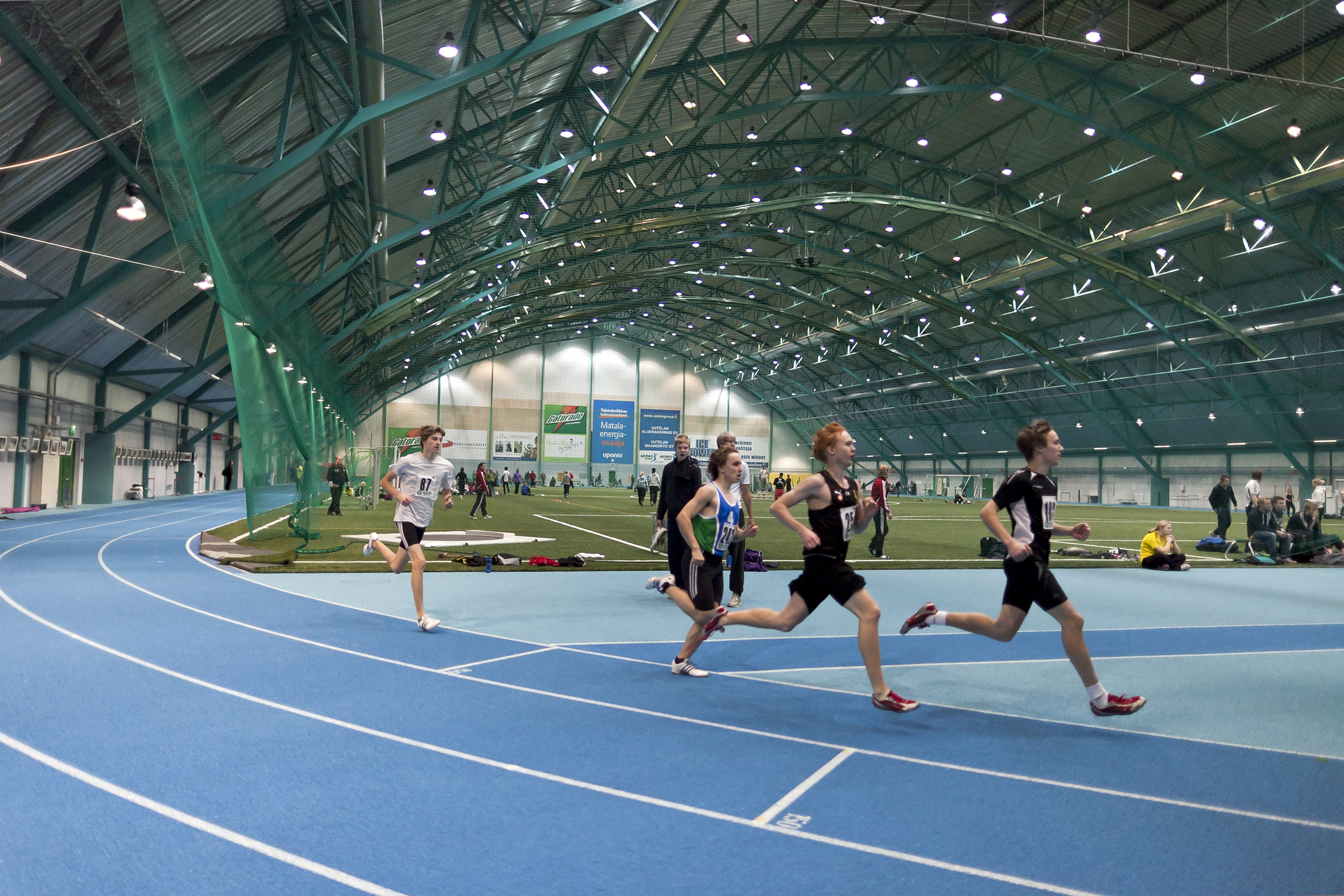
Крытый стадион Паюлахти.

После этого Паюлахти пережил настоящий строительный бум. С конца 1990-х и следующие десять лет завершилось строительство ледовой арены, плавательного бассейна с дорожками по 25 м, жилого комплекса, а также спортивного зала.
В 2001 году Министерство образования Финляндии определило 13 главных учебных заведений, в список которых вошёл Паюлахти, для подготовки специалистов начального спортивного профессионального образования и подготовки.
В 2002 году главное здание было вновь расширено, когда завершилось строительство ресторана. В 2010 году состоялось открытие «Паюлахти Холл», спортивный зал на 11 000 м², в основном используется футболистами и легкоатлетами.
Обязанности генерального директора и ректора Паюлахти с 2006 года исполняет Лассе Миккелссон. Директор спортивно-тренировочного центра с 2007 года и заместитель генерального директора с 2011 года — Микко Левола.
Июль 2014 года — Министр культуры и жилищной политики Финляндии Пиа Вийтанен заложила первый камень в фундамент строительства нового жилого комплекса в Паюлахти, который специально предназначен для спортсменов с ограниченными возможностями.
В 2015 году Спортивный институт Паюлахти вместе с ещё 5 спортивными школами Финляндии (фин. Kisakallion Urheiluopisto, фин. Kuortaneen Urheiluopisto, фин. Tanhuvaaran Urheiluopisto, фин. Varalan Urheiluopisto и фин. Vuokatin Urheiluopisto) подписали антидопинговую программу с финским антидопинговым агентством FINADA.
27 ноября 2015 года Паюлахти стал обладателем официального статуса Учебно-спортивного центра олимпийской подготовки, а также единственным в Финляндии Учебно-спортивным центром олимпийской и паралимпийской подготовки.

## СПОРТИВНЫЕ МЕРОПРИЯТИЯ

### Состоявшиеся
- Pajulahti Games 2012[27]
- Pajulahti Games 2013[28][29]
- Pajulahti Games 2014[30]
- Pajulahti Games 2015[31][32] — победу одержали москвички в составе женской сборной России по волейболу сидя[33][34]
- Межсезонный хоккейный турнир «Кубок Паюлахти»[35] — обладателями кубка стали: 2000 год — Северста́ль (Череповец), 2001 год — Металлург (Новокузнецк), 2002 год — Локомотив, 2003 года — Салават Юлаев, 2004 год — Лада (Тольятти), 2005 год — ЦСКА, 2006 год — Северсталь, 2007 год — Хоккейный клуб «Атла́нт».[36][37]
- Чемпионат Европы IWRF 2015 по регби на колясках группа А — 13-20 сентября 2015.[38][39]

## МЕЖДУНАРОДНОЕ СОТРУДНИЧЕСТВО
Спортивный центр активно сотрудничает с Национальным Олимпийским комитетом Финляндии, Паралимпийским комитетом Финляндии и Научно-исследовательским институтом Олимпийского спорта. Совместно работает с национальными и международными спортивными федерациями и спортивными клубами таких видов спорта, как футбол, хоккей, теннис, лёгкая атлетика, дзюдо, вольная борьба, каратэ, бокс, американский футбол, бадминтон и др.